# Peugeot RC Hybrid4
La Peugeot RC Hybrid4 est un concept car présenté lors du Mondial de l'automobile de Paris 2008. Il est équipé du moteur Peugeot HYbrid4,.
Coupé quatre portes, quatre places et quatre roues motrices induites par l'architecture hybride, ce concept-car est doté du bloc essence 1.6 l THP délivrant 160 kW (218 ch) situé à l'arrière, auquel s'ajoute, sous le capot avant, un moteur électrique de 70 kW (95 ch). L'ensemble délivre une puissance maximale de 230 kW (313 ch), et n'émet que 109 g/km de CO2 en cycle mixte, voire 0 en mode électrique seul. 

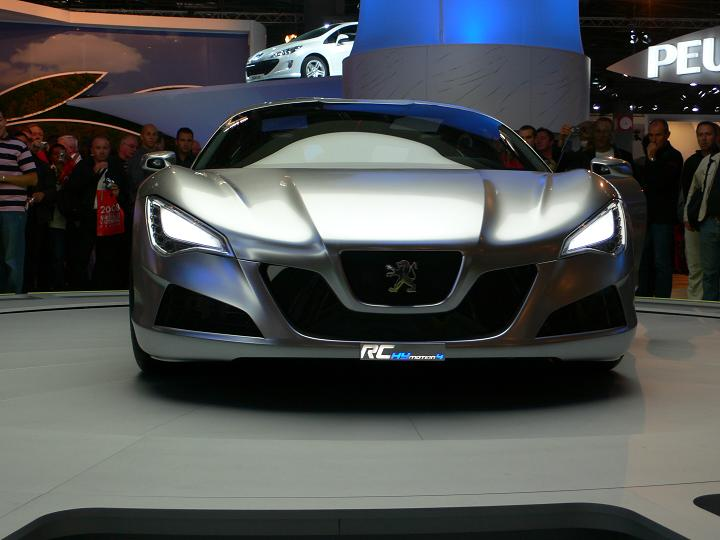
La Peugeot RC Hybrid4